# Danh sách giải thưởng và đề cử của Park Bo-gum
Park Bo-gum (sinh ngày 16 tháng 6 năm 1993) là một nam diễn viên người Hàn Quốc. Anh được công nhận với nhiều vai diễn khác nhau trong phim ảnh và truyền hình, đáng chú ý là luật sư tâm thần trong Hello Monster (2015), thiên tài chơi cờ vây trong Reply 1988 (2015), hoàng tử Joseon trong bộ phim Mây họa ánh trăng (2016) và thanh niên tự do đem lòng yêu một người phụ nữ lớn tuổi hơn trong Gặp gỡ (2018).
Park Bo-gum là nghệ sĩ trẻ nhất được Gallup Korea bầu chọn là Nam diễn viên của năm. Anh cũng là diễn viên đầu tiên từng đứng đầu danh sách Những người nổi tiếng quyền lực nhất Hàn Quốc của Forbes Korea.

## Giải thưởng

### APAN Star Awards
| Lần | Năm  | Hạng Mục                                | Tác Phẩm Đề Cử                   | Kết Quả   | Ghi Chú |
| --- | ---- | --------------------------------------- | -------------------------------- | --------- | ------- |
| 4   | 2015 | Best New Actor                          | Naeil's Cantabile, Hello Monster | Đề cử     |         |
| 5   | 2016 | Best New Actor                          | Reply 1988                       | Đoạt giải | [ 1 ]   |
| 9   | 2021 | Excellence Award, Actor in a Miniseries | Ký Sự Thanh Xuân                 | Đề cử     |         |
| 9   | 2021 | Popular Star Award, Actor               |                                  | Đề cử     |         |

### Asia Artist Awards
| Lần | Năm  | Hạng Mục                | Tác Phẩm Đề Cử                | Kết Quả   | Ghi Chú |
| --- | ---- | ----------------------- | ----------------------------- | --------- | ------- |
| 1   | 2016 | Popularity Award, Actor |                               | Đề cử     |         |
| 1   | 2016 | Asia Star Award, Actor  |                               | Đoạt giải | [ 2 ]   |
| 1   | 2016 | Best Star Award, Actor  | Reply 1988, Mây Họa Ánh Trăng | Đoạt giải | [ 3 ]   |
| 2   | 2017 | Popularity Award, Actor |                               | Đề cử     |         |

### Baeksang Arts Awards
| Lần | Năm  | Hạng Mục                        | Tác Phẩm Đề Cử    | Kết Quả   | Ghi Chú |
| --- | ---- | ------------------------------- | ----------------- | --------- | ------- |
| 52  | 2016 | Best New Actor – Film           | Coin Locker Girl  | Đề cử     | [ 4 ]   |
| 52  | 2016 | Most Popular Actor – Film       | Coin Locker Girl  | Đề cử     |         |
| 52  | 2016 | Most Popular Actor – Television | Reply 1988        | Đề cử     |         |
| 52  | 2016 | iQiyi Global Star Award         |                   | Đề cử     |         |
| 52  | 2016 | InStyle Fashion Award           |                   | Đoạt giải |         |
| 53  | 2017 | Best Actor – Television         | Mây họa ánh trăng | Đề cử     |         |
| 53  | 2017 | Most Popular Actor – Television | Mây họa ánh trăng | Đoạt giải |         |
| 55  | 2019 | Most Popular Actor – Television | Encounter         | Đề cử     |         |

### KBS Drama Awards
| Lần | Năm  | Hạng Mục                                      | Tác Phẩm Đề Cử                    | Kết Quả   | Ghi Chú           |
| --- | ---- | --------------------------------------------- | --------------------------------- | --------- | ----------------- |
| 28  | 2014 | Best New Actor                                | Naeil's Cantabile, Wonderful Days | Đề cử     |                   |
| 29  | 2015 | Best Supporting Actor                         | Hello Monster                     | Đoạt giải | [ 5 ]             |
| 29  | 2015 | Popularity Award, Actor                       | Hello Monster                     | Đoạt giải | [ 5 ]             |
| 30  | 2016 | Grand Prize                                   | Mây họa ánh trăng                 | Đề cử     | [ 6 ] [ 7 ] [ 8 ] |
| 30  | 2016 | Top Excellence, Actor                         | Mây họa ánh trăng                 | Đoạt giải | [ 6 ] [ 7 ] [ 8 ] |
| 30  | 2016 | Excellence Award, Actor in a Mid-length Drama | Mây họa ánh trăng                 | Đề cử     | [ 6 ] [ 7 ] [ 8 ] |
| 30  | 2016 | Netizen Award                                 | Mây họa ánh trăng                 | Đoạt giải | [ 6 ] [ 7 ] [ 8 ] |
| 30  | 2016 | Best Couple (with Kim Yoo-jung)               | Mây họa ánh trăng                 | Đoạt giải | [ 6 ] [ 7 ] [ 8 ] |

### DramaFever Awards
| Năm  | Hạng Mục                   | Tác Phẩm Đề Cử | Kết Quả   | Ghi Chú |
| ---- | -------------------------- | -------------- | --------- | ------- |
| 2016 | Best Rising Star           | Reply 1988     | Đoạt giải | [ 9 ]   |
| 2016 | Best Kiss (với Lee Hye-ri) | Reply 1988     | Đoạt giải | [ 9 ]   |

### Fashionista Awards
| Năm  | Hạng Mục                               | Tác Phẩm Đề Cử | Kết Quả   | Ghi Chú |
| ---- | -------------------------------------- | -------------- | --------- | ------- |
| 2016 | Best Dresser of the Year               |                | Đoạt giải | [ 10 ]  |
| 2017 | Best Fashionista (Red Carpet Category) |                | Đoạt giải | [ 11 ]  |

### Golden Cinema Festival
| Lần | Năm  | Hạng Mục                        | Tác Phẩm Đề Cử | Kết Quả   | Ghi Chú |
| --- | ---- | ------------------------------- | -------------- | --------- | ------- |
| 41  | 2021 | Nam diễn viên mới xuất sắc nhất | Người nhân bản | Đoạt giải |         |

### InStyleIcons: Next Generation
| Năm  | Hạng Mục                   | Tác Phẩm Đề Cử | Kết Quả   | Ghi Chú |
| ---- | -------------------------- | -------------- | --------- | ------- |
| 2016 | New Generation Actor Award |                | Đoạt giải | [ 12 ]  |

### KBS Entertainment Awards
| Năm  | Hạng Mục            | Tác Phẩm Đề Cử | Kết Quả   | Ghi Chú |
| ---- | ------------------- | -------------- | --------- | ------- |
| 2015 | Best Newcomer Award | Music Bank     | Đoạt giải | [ 13 ]  |

### Korea Assembly Grand Award
| Năm  | Hạng Mục     | Tác Phẩm Đề Cử | Kết Quả   | Ghi Chú |
| ---- | ------------ | -------------- | --------- | ------- |
| 2017 | Acting Award |                | Đoạt giải | [ 14 ]  |

### Korea Brand Awards
| Năm  | Hạng Mục      | Tác Phẩm Đề Cử | Kết Quả   | Ghi Chú |
| ---- | ------------- | -------------- | --------- | ------- |
| 2017 | Special Award |                | Đoạt giải | [ 15 ]  |

### Korea Drama Awards
| Lần | Năm  | Hạng Mục                    | Tác Phẩm Đề Cử    | Kết Quả | Ghi Chú |
| --- | ---- | --------------------------- | ----------------- | ------- | ------- |
| 9   | 2016 | Excellence Award, Actor     | Reply 1988        | Đề cử   |         |
| 10  | 2017 | Top Excellence Award, Actor | Mây Họa Ánh Trăng | Đề cử   | [ 16 ]  |

### Korean Popular Culture and Arts Awards
| Năm  | Hạng Mục                                             | Tác Phẩm Đề Cử | Kết Quả   | Ghi Chú |
| ---- | ---------------------------------------------------- | -------------- | --------- | ------- |
| 2017 | Minister of Culture, Sports and Tourism Commendation |                | Đoạt giải | [ 17 ]  |

### Korea Tourism Awards
| Năm  | Hạng Mục                  | Tác Phẩm Đề Cử | Kết Quả   | Ghi Chú |
| ---- | ------------------------- | -------------- | --------- | ------- |
| 2017 | Special Achievement Award |                | Đoạt giải | [ 18 ]  |

### Max Movie Awards
| Năm  | Hạng Mục          | Tác Phẩm Đề Cử | Kết Quả   | Ghi Chú |
| ---- | ----------------- | -------------- | --------- | ------- |
| 2016 | Rising Star Award |                | Đoạt giải | [ 19 ]  |

### Melodi Awards
| Năm  | Hạng Mục                                  | Tác Phẩm Đề Cử | Kết Quả   | Ghi Chú |
| ---- | ----------------------------------------- | -------------- | --------- | ------- |
| 2016 | Most Influential Korean Drama Personality |                | Đoạt giải | [ 20 ]  |

### OSEN Awards
| Năm  | Hạng Mục         | Tác Phẩm Đề Cử | Kết Quả   | Ghi Chú |
| ---- | ---------------- | -------------- | --------- | ------- |
| 2016 | Star of the Year |                | Đoạt giải | [ 21 ]  |

### SBS Cult Two Show Awards
| Năm  | Hạng Mục       | Tác Phẩm Đề Cử | Kết Quả   | Ghi Chú |
| ---- | -------------- | -------------- | --------- | ------- |
| 2016 | Most Mentioned |                | Đoạt giải | [ 22 ]  |

### Seoul International Drama Awards
| Năm  | Hạng Mục                 | Tác Phẩm Đề Cử    | Kết Quả   | Ghi Chú |
| ---- | ------------------------ | ----------------- | --------- | ------- |
| 2017 | Outstanding Korean Actor | Mây Họa Ánh Trăng | Đoạt giải | [ 23 ]  |

### Soompi Awards
| Năm  | Hạng Mục                              | Tác Phẩm Đề Cử | Kết Quả | Ghi Chú |
| ---- | ------------------------------------- | -------------- | ------- | ------- |
| 2019 | Best Couple Award (with Song Hye-kyo) | Encounter      | Đề cử   |         |

### Style Icon Asia
| Năm  | Hạng Mục   | Tác Phẩm Đề Cử | Kết Quả   | Ghi Chú |
| ---- | ---------- | -------------- | --------- | ------- |
| 2016 | Style Icon |                | Đoạt giải | [ 24 ]  |

### Top Chinese Music Awards
| Năm  | Hạng Mục                  | Tác Phẩm Đề Cử | Kết Quả   | Ghi Chú |
| ---- | ------------------------- | -------------- | --------- | ------- |
| 2016 | Best International Artist |                | Đoạt giải | [ 25 ]  |

### tvN10 Awards
| Năm  | Hạng Mục                   | Tác Phẩm Đề Cử | Kết Quả   | Ghi Chú |
| ---- | -------------------------- | -------------- | --------- | ------- |
| 2016 | Made in tvN Actor, Drama   | Reply 1988     | Đề cử     | [ 26 ]  |
| 2016 | Best Kiss (với Lee Hye-ri) | Reply 1988     | Đề cử     | [ 26 ]  |
| 2016 | Asia Star Award            | Reply 1988     | Đoạt giải | [ 26 ]  |

### Yahoo!Asia Buzz Awards
| Năm  | Hạng Mục                  | Tác Phẩm Đề Cử | Kết Quả | Ghi Chú |
| ---- | ------------------------- | -------------- | ------- | ------- |
| 2016 | Asia Popular Artist Award |                | Đề cử   | [ 27 ]  |

## Forbes
| Năm  | Danh Sách                               | Vị Trí  |
| ---- | --------------------------------------- | ------- |
| 2017 | Người nổi tiếng quyền lực nhất Hàn Quốc | Hạng 1  |
| 2018 | Người nổi tiếng quyền lực nhất Hàn Quốc | Hạng 8  |
| 2019 | Người nổi tiếng quyền lực nhất Hàn Quốc | Hạng 18 |
| 2020 | Người nổi tiếng quyền lực nhất Hàn Quốc | Hạng 37 |
| 2022 | Người nổi tiếng quyền lực nhất Hàn Quốc | Hạng 40 |